# Kiesza
Kiesa Rae Ellestad, mer känd som Kiesza, född 16 januari 1989 i Calgary, Alberta, är en kanadensisk singer-songwriter, multiinstrumentalist och dansös. Hon är känd för sin singel "Hideaway".
Kiesza började dansa balett i treårsåldern men tvingades sluta i 15-årsåldern på grund av en knäskada. Hon tog examen vid Berklee College of Music i Boston. Hon har även en utbildning i segling och en militär utbildning. Enligt henne själv blev hon erbjuden att bli krypskytt under hennes militärutbildning men valde en annan bana då hon inte ville skjuta andra människor. Hon kom tvåa skönhetstävlingen Miss Calgary, men efter att vinnaren diskvalificerats fick hon delta i Miss Universe Canada.
Singeln Hideaway gick direkt in på Englandslistans förstaplats 2014. Hon har bland andra samarbetat med Loreen.